# Nutri-Metics International 1990
Nutri-Metics Bendon Classic 1990 — жіночий тенісний турнір, що проходив на відкритих кортах з твердим покриттям ASB Tennis Centre в Окленді (Нова Зеландія). Належав до турнірів 5-ї категорії в рамках Туру WTA 1990. Турнір відбувся вп'яте і тривав з 29 січня до 4 лютого 1990 року. Друга сіяна Лейла Месхі здобула титул в одиночному розряді.

## Фінальна частина

### Одиночний розряд
Лейла Месхі —  Сабін Аппельманс 6–1, 6–0
- Для Месхі це був 1-й титул в одиночному розряді за сезон і 2-й - за кар'єру.

### Парний розряд
Наталія Медведєва /  Лейла Месхі —  Джилл Гетерінгтон /  Робін Вайт 3–6, 6–3, 7–6(7–3)